# Geminide

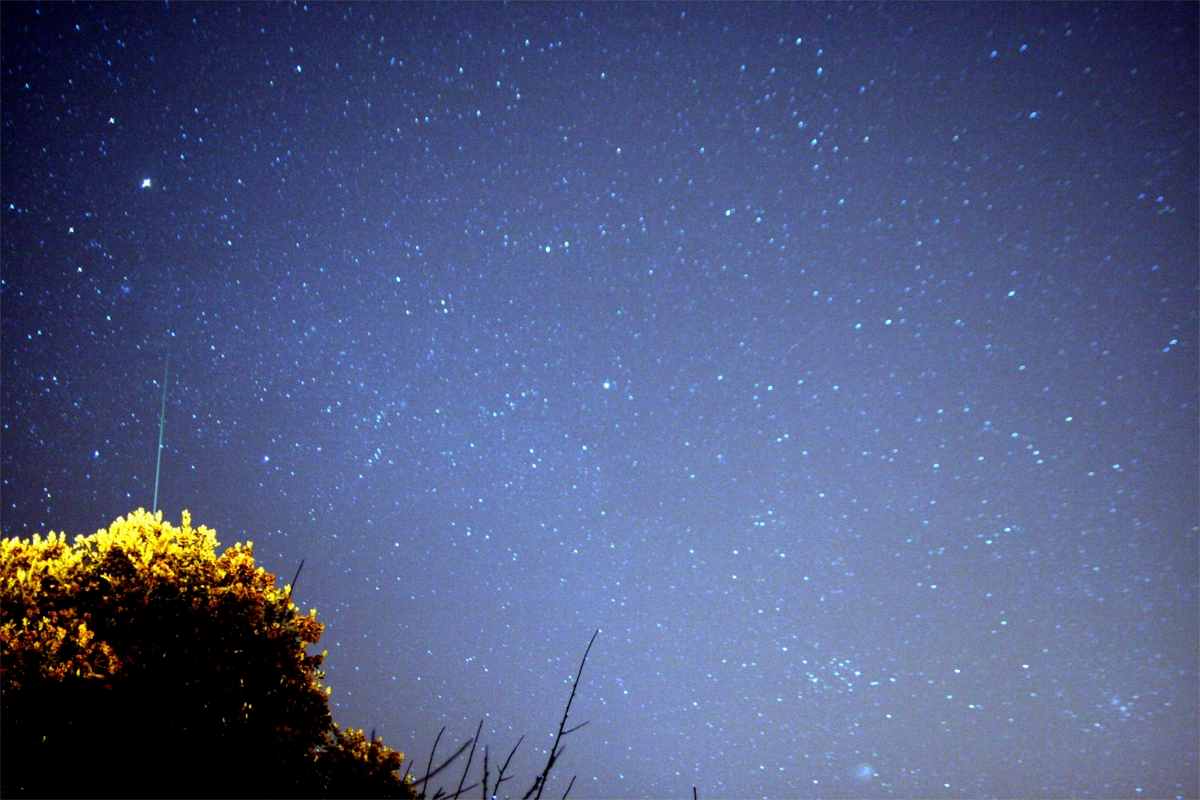
Geminide și cometa Holmes (în stânga imaginii)

Geminidele sunt o ploaie de meteori provocată de un obiect numit 3200 Phaethon, care se presupune că ar fi o cometă stinsă. 
Meteorii din acest roi sunt în mișcare lentă și pot fi observați de obicei între 7 și 17 decembrie, cu un vârf de activitate la 14 decembrie, cu o Rată Zenitală pe Oră (ZHR) de 120-160 de meteori/oră, în condiții optime de observare, ceea ce face această ploaie de meteori, alături de Quadrantide, cea mai abundentă ploaie meteorică din fiecare an.

## Radiantul
Meteorii acestei ploi au radiantul în constelația Gemenii, cam din dreptul stelei Castor.

## Observare
Meteorii din acest roi pot fi văzuți la jumătatea lunii decembrie, în fiecare an, având apogeul în jurul datelor de 12 – 14 ale lunii.
Geminidele par să se intensifice, în fiecare an, ploile recente având 120-160 de meteori pe oră, în condiții de observare optime.
Pentru prima dată, Geminidele au fost observate abia în 1862, mult mai recent decât alte roiuri de meteori, cum sunt Perseidele (în anul 36) sau Leonidele (în anul 902). 
| Anul | Perioada de activitate | Apogeul ploii de meteori       | ZHRmax | Fazele Lunii                 |
| ---- | ---------------------- | ------------------------------ | ------ | ---------------------------- |
| 2006 | 7-17 decembrie         | 14 decembrie                   | 115    | 33% seceră în creștere       |
| 2007 |                        | 15 decembrie                   | 122    | 28% seceră în creștere       |
| 2008 |                        | 14 decembrie                   | 139    | 96% Lună plină               |
| 2009 |                        | 13 decembrie                   | 120    | 10% Lună nouă                |
| 2010 | 7-17 decembrie         | 14 decembrie                   | 127    | 57% primul pătrar            |
| 2011 | 7-17 decembrie         | 14 decembrie                   | 198    | 86% seceră în descreștere    |
| 2012 | 4-17 decembrie         | 13-14 decembrie                | 109    | 1% Lună nouă                 |
| 2013 | 4-17 decembrie         | 14 decembrie (ZHR=120) prezisă | 134    | 91% Lună plină               |
| 2014 | 4-17 decembrie         | 14 decembrie (ZHR=120) prezisă | 253    | 14 decembrie, ultimul pătrar |

Scurt film animat cu un singur meteor din Geminide

| 2015 | 4 - 17 decembrie       | 13 - 14 decembrie              | 120    | 9,4% 11 decembrie, Lună nouă |

≈ Zenithal Hourly Rate (ZHR) / Rată Zenitală pe Oră prezisă